# Raoul VIII de Montfort
Raoul VIII de Montfort, (mort le 28 mars 1394) seigneur de Montfort et de Gaël de 1347 à 1394.

## Famille
Fils aîné de Raoul VII de Monfort et d'Aliénor d'Ancenis, il épouse en 1353 Isabeau de La Roche-Bernard, dame de Lohéac, héritière de ces domaines et qui mourut le 10 octobre 1400.
De son union sont issus :
- Raoul ;
- Isabeau appelée aussi Jeanne par du Paz, dame de Cramoult et de Beaumont, épouse de Guillaume Raguenel, vicomte de La Bellière, puis de Raoul de Beaumont et enfin de Georges Chesnel.
- Guillaume, mort le 27 septembre 1432, qui fut évêque Saint-Malo en 1423 et cardinal.

## Biographie
Raoul embrassa, comme son père, la cause de Charles de Blois, mais il fut fait prisonnier et mis à rançon à la Bataille d'Auray en 1364. Il se distingua à la bataille de Chisey, en 1372, était au siège de Brest, en 1373. Ses châteaux de Montfort, Gaël, Comper et Mauron sont pris et détruits par les troupes françaises en 1373. En 1375, il fait restaurer ceux de Montfort et Comper et entoure la ville de Montfort-sur-Meu de murailles.
Il fut le principal chef de l'association des seigneurs bretons pour le rappel du duc auquel il amena, en 1379, quatre-vingt-dix lances. Rallié à Bertrand Du Guesclin il le suit en Espagne et meurt le 28 mars 1394.

## Château de Montfort-sur-Meu
Le château de Montfort n'avait pas été relevé de ses ruines depuis 1198 ; Raoul entreprit sa reconstruction en 1376, et il la termina en treize ans. Il entoura aussi la basse-ville de murailles.

## Sources
- Amédée Guillotin de Corson Les grandes seigneuries de Haute-Bretagne II, 2 Volumes 1897-1899 réédition Le Livre d'Histoire,  Paris (1999)  (ISBN 2844350305)
- Revue de Bretagne et de Vendée, Marzeau, 1863, p. 420.
- Marquis de Bellevue Paimpont: La Forêt féodale Paris (1912)  Réimpression de l'édition originale par la Bibliothèque Universitaire de la Sorbonne (1980)